# Enterococcus
Enterococo (Enterococcus) é um gênero de bactérias do grupo D de Lancefield. São bactérias gram-positivas, comensais do aparelho digestivo (intestino) e urinário. É bastante resistente à bílis e a soluções com elevadas concentrações de sal. Possui gelatinase (hidroliza a gelatina, o colágeno PB ou colagénio PE e a hemoglobina), que permite invadir o epitélio e a corrente sanguínea.
A transmissão de infecções causadas por essas bactérias pode ser de origem endógena, alimentar ou através da água.

## Doenças
- Endocardite - sendo frequentes nas endocardites nosocomiais; o tratamento antimicrobiano é prolongado sendo de 4 semanas ou 6 se houver próteses valvares ou doença prolongada (por mais de 3 semanas). Como há grande resisitência deles as cefalosporinas, e até há cepas resistentes a vancomicina, opta-se por um binômio de tratamento envolvendo uma penicilina (G cristalina ou ampicilina) ou vancomicina, associada ao aminoglicosídeo - gentamicina. (fonte1*)
- Infecção pélvica e intra-abdominal
- Infecção urinária
- Meningite
- Septicemia
- Infecções hospitalares ou nosocomiais

- AMATO NETO, Antibióticos na prática clínica - página 276

1. ↑  «enterococo | Infopédia»